# Европско првенство у атлетици у дворани 1974 — 3.000 метара за мушкарце
Такмичење у трци на 3.000 метара у мушкој конкуренцији на 5. Европском првенству у атлетици у дворани 1974. одржано је 9. и 10. марта 1974. године у дворани Скандинавијум у Гетеборгу, (Шведска).
Титулу освојену у Ротердама 1973. одбранио је Емил Путеманс из Белгије.

## Земље учеснице
Учествовало је 13 атлетичара из 11 земаља.
1. Аустрија (1)
2. Белгија (2)
3. Исланд (1)
4. Италија (1)
5. Норвешка (1)
6. Пољска (1)
7. Уједињено Краљевство (1)
8. Холандија (1)
9. Чехословачка (1)
10. Шведска (1)
11. Шпанија (1)

## Рекорди
| Рекорди пре почетка Европског првенства у дворани 1974.     | Рекорди пре почетка Европског првенства у дворани 1974. | Рекорди пре почетка Европског првенства у дворани 1974. | Рекорди пре почетка Европског првенства у дворани 1974. | Рекорди пре почетка Европског првенства у дворани 1974. | Рекорди пре почетка Европског првенства у дворани 1974. |
| ----------------------------------------------------------- | ------------------------------------------------------- | ------------------------------------------------------- | ------------------------------------------------------- | ------------------------------------------------------- | ------------------------------------------------------- |
| Светски рекорд                                              | Емил Путеманс                                           | Белгија                                                 | 7:39,2                                                  | Западни Берлин, Западна Немачка                         | 18. фебруар 1973.                                       |
| Европски рекорд у дворани                                   | Емил Путеманс                                           | Белгија                                                 | 7:39,2                                                  | Западни Берлин, Западна Немачка                         | 18. фебруар 1973.                                       |
| Рекорди европских првенстава                                | Емил Путеманс                                           | Белгија                                                 | 7:44,51                                                 | Гренобл, Француска                                      | 11. март 1973.                                          |
| Рекорди после завршеног Европског првенства у дворани 1974. |                                                         |                                                         |                                                         |                                                         |                                                         |
| Нових рекорда није било.                                    |                                                         |                                                         |                                                         |                                                         |                                                         |

## Резултати

### Квалфикације
Такмичари су били поељени у две групе. Прва је имала 7 а друга 6 такмичара. У фила су се квалификовала прва петорица из обе групе.
| Место | Група | Атлетичар          | Земља                | Резултат | Белешка |
| ----- | ----- | ------------------ | -------------------- | -------- | ------- |
| 1.    | 1     | Емил Путеманс      | Белгија              | 7:54,23  | КВ      |
| 2.    | 1     | Реј Смедли         | Уједињено Краљевство | 7:55,20  | КВ      |
| 3.    | 1     | Јозеф Јански       | Чехословачка         | 7:55,49  | КВ      |
| 4.    | 1     | Јан Конђор         | Пољска               | 7:56,20  | КВ      |
| 5.    | 1     | Дан Гланс          | Шведска              | 7:57,95  |         |
| 6.    | 2     | Арне Квалхејм      | Норвешка             | 7:58,44  | КВ      |
| 7.    | 2.    | Павел Пенкава      | Чехословачка         | 7:58,95  | КВ      |
| 8.    | 2     | Паул Тај           | Белгија              | 7:59,09  | КВ      |
| 9.    | 1     | Брам Васенар       | Холандија            | 7:59,77  |         |
| 19.   | 2     | Антонио Бургос     | Шпанија              | 8:00,90  | КВ      |
| 11.   | 2     | Алдо Томазини      | Италија              | 8:05,19  |         |
| 12.   | 1     | Хајнрих Хендлхубер | Аустрија             | 8:08,54  |         |
| 13.   | 2     | Агуст Асгајрсон    | Исланд               | 8:44,28  |         |

### Финале
| Пласман | Атлетичар      | Земља                | Резултат | Белешка |
| ------- | -------------- | -------------------- | -------- | ------- |
|         | Емил Путеманс  | Белгија              | 7:48,48  |         |
|         | Паул Тај       | Белгија              | 7:51,76  |         |
|         | Павел Пенкава  | Чехословачка         | 7:51,79  | НРд     |
| 4.      | Арне Квалхејм  | Норвешка             | 7:53,34  | НРд     |
| 5.      | Реј Смедли     | Уједињено Краљевство | 7:54,43  |         |
| 6.      | Јозеф Јански   | Чехословачка         | 7:55,00  |         |
| 7.      | Антонио Бургос | Шпанија              | 7:56,25  |         |
| 8.      | Јан Конђор     | Пољска               | 8:07,75  |         |

## Укупни биланс медаља у трци на 3.000 метара за мушкарце после 5. Европског првенства у дворани 1970—1974.
|    | Земља                |   |   |   |    |
| -- | -------------------- | - | - | - | -- |
| 1. | Белгија              | 2 | 2 | 0 | 4  |
| 2. | Уједињено Краљевство | 2 | 0 | 0 | 2  |
| 3. | Совјетски Савез      | 1 | 1 | 1 | 3  |
| 4, | Западна Немачка      | 0 | 1 | 1 | 2  |
| 5. | Источна Немачка      | 0 | 1 | 0 | 1  |
| 6. | Чехословачка         | 0 | 0 | 1 | 1  |
| 6. | Финска               | 0 | 0 | 1 | 1  |
| 6. | Шпанија              | 0 | 0 | 1 | 1  |
|    | Укупно {8}           | 5 | 5 | 5 | 15 |

|    | Атлетичар       | Земља           |   |   |   |   |
| -- | --------------- | --------------- | - | - | - | - |
| 1. | Емил Путеманс   | Белгија         | 2 | 0 | 0 | 2 |
| 2. | Јуриј Алексашин | Совјетски Савез | 0 | 1 | 1 | 2 |